# Fotbalové IV. třídy
IV. třídy (čtvrté třídy) jsou desátou nejvyšší (a nejnižší) fotbalovou ligou v České republice. Jsou řízeny okresními fotbalovými svazy. V některých okresech a v Praze se IV. třídy nehrají. Někde se čtvrté třídy ještě dělí na několik skupin podle zastoupení klubů v daném okrese nebo kvůli lepší dostupnosti. Tyto skupiny jsou na stejné úrovni – jejich vítězové postupují do příslušné III. třídy.
Mezi fotbalovou veřejností je znám pejorativní název této fotbalové úrovně jako „pralesní liga“.

## Současné fotbalové IV. třídy
Středočeský kraj (11)
- IV. třída okresu Benešov[1]
- IV. třída okresu Beroun[2]
- IV. třída okresu Kladno[3]
- IV. třída okresu Kolín[4]
- IV. třída okresu Kutná Hora[5]
- IV. třída okresu Mělník[6]
- IV. třída okresu Mladá Boleslav[7]
- IV. třída okresu Nymburk[8]
- IV. třída okresu Praha-východ[9]
- IV. třída okresu Praha-západ[10]
- IV. třída okresu Příbram[11]

Jihočeský kraj (2)
- IV. třída okresu České Budějovice[12]
- IV. třída okresu Tábor[13]

Plzeňský kraj (4)
- IV. třída okresu Domažlice[14]
- IV. třída okresu Klatovy[15]
- IV. třída okresu Plzeň-sever[16]
- IV. třída okresu Tachov[17]

Karlovarský kraj (0)
V Karlovarském kraji se IV. třídy již nehrají.
Ústecký kraj (1)
- IV. třída okresu Litoměřice[18]

Liberecký kraj (0)
V Libereckém kraji se IV. třídy již nehrají.
Královéhradecký kraj (1)
- IV. třída okresu Rychnov nad Kněžnou[19]

Pardubický kraj (1)
- IV. třída okresu Pardubice[20]

Kraj Vysočina (4)
- IV. třída okresu Havlíčkův Brod[21]
- IV. třída okresu Pelhřimov[22]
- IV. třída okresu Třebíč[23]
- IV. třída okresu Žďár nad Sázavou[24]

Jihomoravský kraj (3)
- IV. třída okresu Brno-venkov[25]
- IV. třída okresu Vyškov[26]
- IV. třída okresu Znojmo[27]

Olomoucký kraj (1)
- IV. třída okresu Olomouc[28]

Zlínský kraj (1)
- IV. třída okresu Zlín[29]

Moravskoslezský kraj (1)
- IV. třída okresu Nový Jičín[30]

## Bývalé a neexistující fotbalové IV. třídy
Středočeský kraj (1)
- IV. třída okresu Rakovník (zrušena po sezoně 2021/22)[31]

Jihočeský kraj (5)
- IV. třída okresu Český Krumlov se nehraje.[32]
- IV. třída okresu Jindřichův Hradec se nehraje.[33]
- IV. třída okresu Písek (zrušena po sezoně 2014/15)[34][35]
- IV. třída okresu Prachatice se nehraje.[36]
- IV. třída okresu Strakonice (zrušena po sezoně 2013/14)[37][38]

Plzeňský kraj (3)
- IV. třída okresu Plzeň-město se nehraje.[39]
- IV. třída okresu Plzeň-jih (zrušena po sezoně 2019/20)[40]
- IV. třída okresu Rokycany se nehraje.[41]

Karlovarský kraj (3)
- IV. třída okresu Cheb se nehraje.[42]
- IV. třída okresu Karlovy Vary (zrušena po sezoně 2013/14)[43][44]
- IV. třída okresu Sokolov se nehraje.[45]

Ústecký kraj (6)
- IV. třída okresu Děčín se nehraje.[46]
- IV. třída okresu Chomutov se nehraje.[47]
- IV. třída okresu Louny se nehraje.[48]
- IV. třída okresu Most se nehraje.[49]
- IV. třída okresu Teplice (zrušena po sezoně 2012/13)[50][51]
- IV. třída okresu Ústí nad Labem se nehraje.[52]

Liberecký kraj (4)
- IV. třída okresu Česká Lípa (zrušena po sezoně 2011/12)[53][54]
- IV. třída okresu Jablonec nad Nisou se nehraje.[55]
- IV. třída okresu Liberec se nehraje.[56]
- IV. třída okresu Semily se nehraje.[57]

Královéhradecký kraj (4)
- IV. třída okresu Hradec Králové (zrušena po sezoně 2020/21)[58]
- IV. třída okresu Náchod se nehraje.[59]
- IV. třída okresu Jičín se nehraje.[60]
- IV. třída okresu Trutnov (zrušena po sezoně 2018/19)[61]

Pardubický kraj (3)
- IV. třída okresu Chrudim (zrušena po sezoně 2020/21)[62]
- IV. třída okresu Svitavy se nehraje.[63]
- IV. třída okresu Ústí nad Orlicí (zrušena po sezoně 2013/14)[64][65]

Kraj Vysočina (1)
- IV. třída okresu Jihlava (zrušena po sezoně 2016/17)[66]

Jihomoravský kraj (4)
- IV. třída okresu Blansko (zrušena po sezoně 2021/22)[67]
- IV. třída okresu Brno-město (zrušena po sezoně 2010/11)[68]
- IV. třída okresu Břeclav (zrušena po sezoně 2021/22)[69]
- IV. třída okresu Hodonín (zrušena po sezoně 2015/16)[70][71]

Olomoucký kraj (4)
- IV. třída okresu Jeseník se nehraje.[72]
- IV. třída okresu Prostějov (zrušena po sezoně 2015/16)[73][74]
- IV. třída okresu Přerov se nehraje.[75]
- IV. třída okresu Šumperk se nehraje.[76]

Zlínský kraj (3)
- IV. třída okresu Kroměříž se nehraje.[77]
- IV. třída okresu Uherské Hradiště (zrušena po sezoně 2016/17)[78][79]
- IV. třída okresu Vsetín (zrušena po sezoně 2019/20)[80]

Moravskoslezský kraj (5)
- IV. třída okresu Bruntál (zrušena po sezoně 2010/11)[81][82]
- IV. třída okresu Frýdek-Místek se nehraje.[83]
- IV. třída okresu Karviná se nehraje.[84]
- IV. třída okresu Opava (zrušena po sezoně 2015/16)[85][86]
- IV. třída okresu Ostrava-město se nehraje.[87]

Poznámky:
- MěFS – Městský fotbalový svaz, OFS – Okresní fotbalový svaz